# Hackington
Hackington is een civil parish in het bestuurlijke gebied City of Canterbury, in het Engelse graafschap Kent met 587 inwoners.